# Ларс Рангер
Ларс Могстад Рангер (норв. Lars Mogstad Ranger, нар. 12 березня 1999, Осло, Норвегія) — норвезький футболіст, захисник клубу «Ліллестрем».

## Ігрова кар'єра
Ларс Рангер є вихованцем столичного клубу «Ліллестрем». З 2015 року футболіст виступав у молодіжній команді клубу. З 2019 року захисника залучають до першої команди. Та не маючи достатньо ігрової практики футболіст відправився в оренду у клуб Першого дивізіону «Улл/Кіса» до кінця сезону.
Після оренди Рангер повернувся до «Ліллестрема», з яким у 2020 році посів друге місце у Першому дивізіоні і підвищився в класі до Елітсерії. У 2020 році Рангер дебютував в елітному дивізіоні чемпіонату Норвегії. В сезоні 2022/23 Рангер у складі клуба дебютував на міжнародній арені - у матчах кваліфікації Ліги конференцій.

### Збірна
З 2018 року Ларс Рангер виступав за юнацькі та молодіжну збірні Норвегії.